# Miguel Zavala Rodríguez
Miguel Domingo Zavala Rodríguez (8 de julio de 1940 en San Luis, Provincia de San Luis, Argentina) fue un abogado, político, periodista y diputado nacional argentino, asesinado el 22 de diciembre de 1976 durante la última dictadura cívico militar. Era miembro de la organización Fuerzas Armadas Peronistas (FAP) y se apodaba «El Colorado» (Miguel Domingo Zavala «Colorado» Rodríguez) y también como «Miguel Ángel».

## Reseña biográfica

### Primeros años
Nació el 8 de julio de 1940 en la Ciudad de San Luis, hijo de Jorge Alberto Zavala Rodríguez y de Ana María Mendoza, tuvo 6 hermanos. Se recibió de Bachiller en la Escuela Normal Mixta Nro. 3 "Almafuerte" de la ciudad de La Plata y se recibió de abogado a los 23 años de edad, en la Facultad de Ciencias Jurídicas y Sociales de la Universidad Nacional de La Plata, el 26 de julio de 1963. Fue docente universitario en la cátedra de Derecho Político en la Facultad de Derecho de la Universidad Nacional de La Plata y docente universitario en la Facultad de Humanidades de la Ciudad de Mar del Plata.

### Labor profesional y militancia
Mientras estudió abogacía, trabajo en el Poder Judicial de la Provincia de Buenos Aires durante 4 años. Ya recibido, ejerció la profesión tanto en la Provincia de Buenos Aires como en la Capital Federal, y trabajó en Obras Sanitarias de la Nación como agente judicial.
Aportó con su inteligencia, su profesión y su militancia a la Confederación General del Trabajo de los Argentinos, opositora a la dictadura de Juan Carlos Onganía, que en ese entonces era dirigida por el Secretario General Raimundo Ongaro.
A partir de 1968, fue abogado defensor de gran cantidad de presos políticos. Entre ellos, representó a los miembros de las Fuerzas Armadas Peronistas detenidos en Taco Ralo. 

### Detención y tortura en 1969
El  23 de abril de 1969 fue apresado en un departamento de la ciudad de Buenos Aires juntamente con Carlos Caride y Aída Rosa  Filippi. Fue brutalmente torturado por cuatro horas y quedó detenido. Los apremios ilegales sufridos fueron denunciados a la justicia por los abogados de entonces de la CGT de los Argentinos.

### Asesinato en 1976
El 22 de diciembre de 1976, frente a su casa de Lambaré 1083 en la ciudad de Buenos Aires, fue asesinado delante de sus dos hijas y de su esposa Olga Irma Cañueto, una militante de la Juventud Peronista que fue secuestrada y desde entonces permanece desaparecida, al igual que la hermana de Miguel, Julia Elena Zavala Rodríguez.

## Diputado Nacional
Fue candidato a diputado nacional, por la Provincia de Buenos Aires,  en las elecciones legislativas de 1973 en las listas del Frejuli-PJ. Tras la renuncia del diputado Carlos Kunkel, asumió a los 33 años de edad, el 13 de marzo de 1974, en su banca por el distrito de la Provincia de Buenos Aires. En ese momento también asumieron Leonardo Bettanín (asesinado más tarde por la dictadura cívico-militar) y Rodolfo Ortega Peña (asesinado luego por la Triple A). Estos diputados ocuparon 3 de las 8 bancas que habían dejado los anteriores diputados renunciantes por no estar de acuerdo con la ley represiva de ese entonces.

### Juramento
El  juramento de Miguel Zavala Rodríguez ante la Cámara de Diputados, fue de acuerdo con la fórmula del art. 10 del Reglamento, prestando juramento por Dios y la Patria y en ese momento agregó: "Por la memoria de la compañera Evita y por los caídos en la lucha por la liberación nacional, SI JURO".   En igual sentido juró el diputado Leonardo Bettanin, con quien formaría en la Cámara de Diputados un minibloque conjunto (Juventud Peronista), por diferencias con el bloque del Frejuli. Ante la fórmula del juramento de los flamantes legisladores, un miembro del Congreso, Sr. Day les dice: "Empiezan mal como diputados, ese no es un juramento reglamentario".
Ese mismo día juró también Rodolfo Ortega Peña, quien juró de acuerdo al art. 10 del reglamento de la Cámara y agregó: "que la sangre derramada no será negociada. SI JURO".
Siendo diputado nacional, el 10 de mayo de 1974 a Zavala Rodríguez le fue requisado y allanado su estudio jurídico en la ciudad de Mar del Plata por la Policía de la Provincia de Buenos Aires sin orden judicial alguna.

### Labor parlamentaria
Su labor parlamentaria, junto con Leonardo Bettanin, se encuentra registrada en los Diarios de Sesiones de la época.